# Nilo Chavarry
 Nilo Guliberto Martins Chavarry (Rio de Janeiro, 25 de junho de 1970) é um  ex-jogador de voleibol de praia do brasileiro, que foi um dos atletas pioneiros no Circuito Mundial de Vôlei de praia, sendo semifinalista na temporada de 1992.

## Carreira
A partir do ano de 1990 compôs dupla com Eduardo “Anjinho” e disputaram a edição do Circuito Mundial de Vôlei de Praia, temporada que realizou quatro torneios e alcançaram a nona posição no Aberto do Rio de Janeiro.
Novamente ao lado de Eduardo “Anjinho” competiu no Circuito Mundial de Vôlei de Praia de 1991 , e  na disputa do Aberto do Rio de Janeiro terminaram na décima posição.
Na edição do Circuito Mundial de Vôlei de Praia de 1992, volta a competir ao lado de Eduardo “Anjinho”, pela primeira vez chegaram as semifinais  e finalizaram na quarta posição.
Após três anos fora das disputas do Circuito Mundial de Vôlei de Praia retornou ao lado de Marcello Cândido na edição do ano de 1995, disputaram apenas duas etapas e terminaram na trigésima sétima colocação no Aberto de La Baule-Escoublac, França e o trigésimo quinto lugar no Aberto de Fortaleza.

## Títulos e resultados
- Aberto do Rio de Janeiro do Circuito Mundial de Vôlei de Praia:1992[7]

## Premiações Individuais
[carece de fontes?]